# نوتر-دام-دو-پورتاژ، کبک
نوتر-دام-دو-پورتاژ (به فرانسوی: Notre-Dame-du-Portage) شهری در منطقه شهری ریوییر-دو-لو ناحیه با-سن-لوران در استان کبک کانادا است. در سرشماری سال ۲۰۱۱ این شهر ۱٬۱۹۹ نفر جمعیت داشته‌است و مساحت آن ۳۹٫۵۵ کیلومتر مربع است.